# De Wippe
De Wippe (ook wel de Molen van Fakkert of 'de Hellendoornsche Molen' genoemd) is een voormalige korenmolen in Hellendoorn in de Nederlandse provincie Overijssel. In totaal hebben er 8 molens gestaan in Hellendoorn. Twee zijn er heden ten dage nog in volle glorie bewonderen.
De molen werd in 1821 gebouwd. Tot 1937 bleef de molen op windkracht in bedrijf. In dat jaar werd het binnenwerk uit de molen gehaald en werden er silo's ten behoeve van het maalbedrijf aangebracht. De molenaarsfamilie Fakkert had de molen tussen 1925 en 1997 in eigendom hetgeen de tweede naam van de molen verklaart. De Wippe is afkomstig van de zogenaamde Wippenbelt waarop de molen gebouwd is. Tussen 1998 en 2001 werd de molen gerestaureerd en werd bij De Wippe een huisartsenpraktijk gerealiseerd. Voorheen was in de molen Publiekssterrenwacht Hellendoorn gevestigd.
De roeden van de molen zijn 21,40 meter lang en zijn voorzien van het Oudhollands hekwerk met zeilen. Bij de laatste restauratie keerde het binnenwerk niet terug. Een van de beide huisartsen laat de molen als vrijwillig molenaar echter wel regelmatig draaien. De huidige eigenaar van de molen is de Stichting de Helderse Möln.